# 페어필드 (텍사스주)

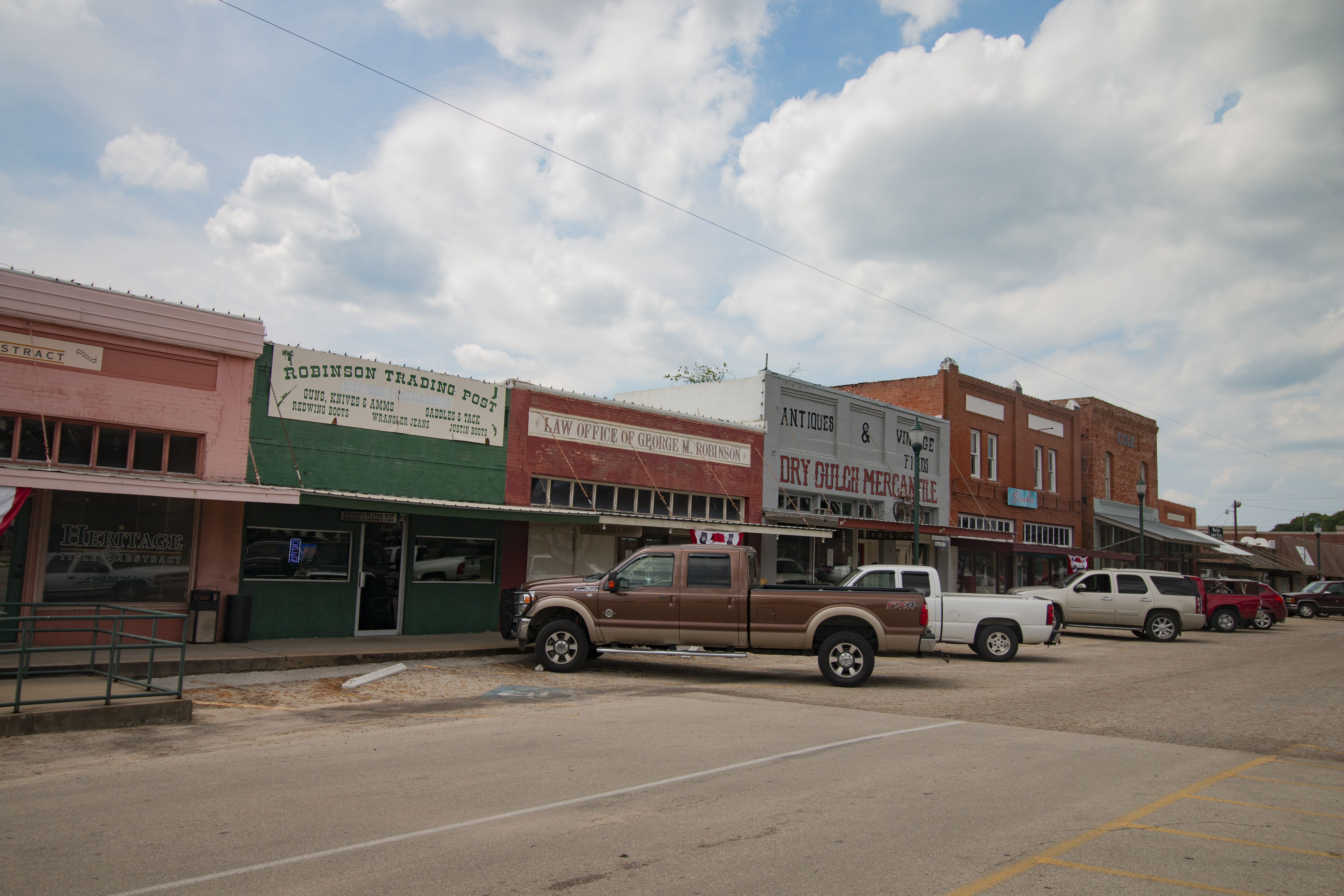

페어필드(Fairfield)는 미국 텍사스주 프리스톤군의 도시이다. 2020년 인구 조사 기준으로 인구 수는 2,850명으로, 2000년 인구 조사 당시의 3,094명에서 하락하였다. 프리스톤군의 군청 소재지이다.

## 인구
| 인구조사              | 인구  | Note | %±     |
| --------------------- | ----- | ---- | ------ |
| 1860년                | 609   |      | —      |
| 1870년                | 800   |      | 31.4%  |
| 1880년                | 358   |      | −55.2% |
| 1890년                | 499   |      | 39.4%  |
| 1940년                | 1,047 |      | —      |
| 1950년                | 1,742 |      | 66.4%  |
| 1960년                | 1,781 |      | 2.2%   |
| 1970년                | 2,074 |      | 16.5%  |
| 1980년                | 3,505 |      | 69.0%  |
| 1990년                | 3,234 |      | −7.7%  |
| 2000년                | 3,094 |      | −4.3%  |
| 2010년                | 2,951 |      | −4.6%  |
| 2020년                | 2,850 |      | −3.4%  |
| U.S. Decennial Census |       |      |        |